# José Humberto Paparoni
Monseñor José Humberto Paparoni Bottaro (Santa Cruz de Mora, Estado Mérida; 3 de septiembre de 1920 - Barcelona, Estado Anzoátegui; 1 de octubre de 1959) fue un religioso venezolano. Estudió en el Seminario de Mérida y en el Seminario de Caracas. Fue ordenado sacerdote el 8 de abril de 1944.

## Primer Obispo de Barcelona, Venezuela
Fue consagrado Obispo el 7 de diciembre de 1954. Fue el Obispo fundador de la Diócesis de Barcelona. Falleció el 1º de octubre de 1959, tras un accidente de tránsito ocurrido el 30 de septiembre, en la entrada de la ciudad de Barcelona. En el accidente murieron también Mons. Rafael Arias Blanco y el Pbro. Hermenegildo Carli.